# Альфонс Жак де Диксмёйде
Барон Жюль Мари Альфонс Жак де Диксмёйде (фр. Alphonse Jacques de Dixmude; 24 февраля 1858, Ставло — 24 ноября 1928, Иксель) — бельгийский военачальник, генерал-лейтенант, исследователь Конго, колониальный чиновник.
Во время бельгийского колониального управления в 1892 году основал город Альбервиль (ныне Калемие в провинции Катанга, Демократическая Республика Конго).

## Биография
Окончил Бельгийскую Королевскую военную академию (1878). В 1891—1892 годах в чине капитана руководил экспедицией против работорговцев Восточной Африки. В течение 9 месяцев выдерживал осаду основанного им форпоста Альбервиль от войска Румализа. После этого вернулся в Бельгию и получил звание полковника.

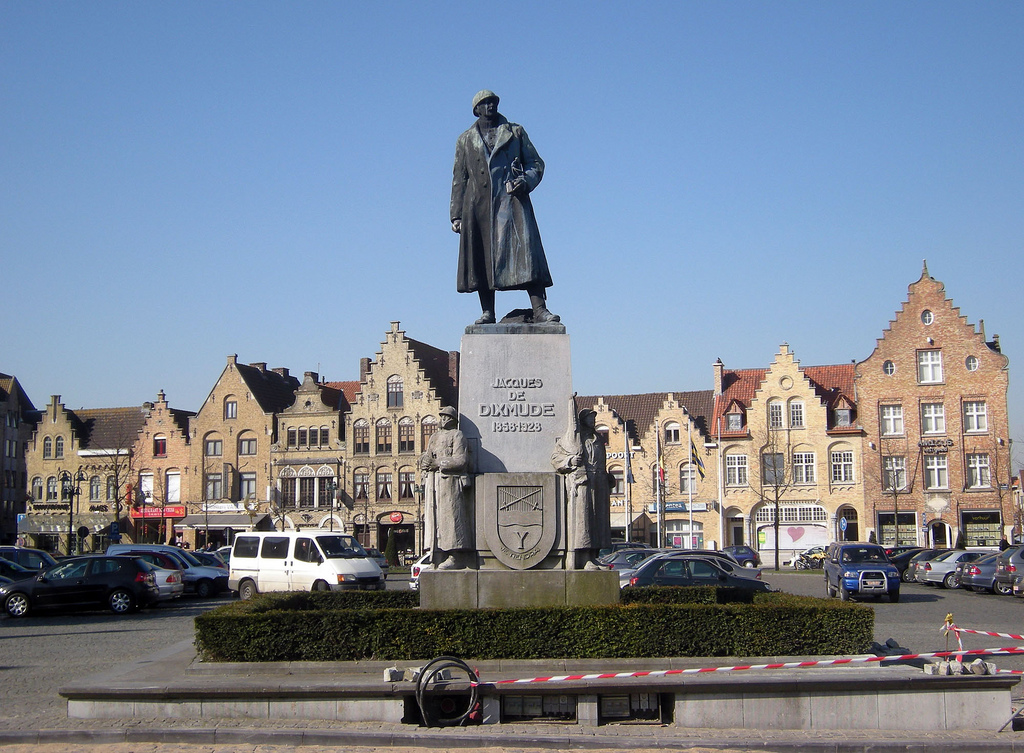
Памятник генералу Альфонсу Жаку в г. Диксмёйде

Участник Первой мировой войны. С 1913 по 1915 год — командующий 12-м линейным полком, с которым принял бой под Антверпеном и успешно отразил две атаки германской армии, что имело решающее значение для того, чтобы дать бельгийским войскам время для отступления на Изер. Отличился в Битве на Изере.
В 1915—1916/1917 гг. командовал 2-й бригадой 3-й дивизии Королевской армии Бельгии.
С 1917 по 1919 год — генерал-лейтенант, командующий 3-й дивизией Королевской армии Бельгии. Его войска предотвратили взятие г. Диксмёйде германской армией.

## Награды
Бельгийские:
- Орден Леопольда I с пальмовой ветвью
- Орден Короны (степень командора)
- Орден Африканской звезды (степень командора)
- Военный крест 1914—1918 с пальмовой ветвью
- Королевский орден Льва (степень кавалера)
- Звезда «За службу»
- Медаль «В память о войне 1914—1918»
- Медаль Победы
- Медаль Изера

Иностранные:
- Орден Почётного легиона (степень великого офицера)
- Военный крест 1914—1918 с пальмовой ветвью
- Орден Святых Михаила и Георгия
- Орден Святой Анны с мечами
- Орден Святых Маврикия и Лазаря
- Серебряная медаль «За воинскую доблесть»
- Орден Звезды Карагеоргия